# Danh sách bài hát trong Glee (mùa 3)
Glee là một sê ri phim truyền hình nhạc kịch hài-tình cảm do Fox sản xuất. Phim tập trung xoay quanh nhóm hát New Directions của trường trung học hư cấu William McKinley ở Lima, Ohio. Các tác giả của bộ phim bao gồm Ryan Murphy, Brad Falchuk và Ian Brennan. Dàn diễn viên của Glee đã thể hiện lại rất nhiều bài hát do Ryan Murphy lựa chọn. Sau khi Ryan Murphy chọn ra một bài hát, vấn đề bản quyền sẽ được P.J. Bloom giải quyết với nhà phát hành của nó, sau đó Adam Anders sẽ tiến hành biên soạn lại cho phù hợp với dàn diễn viên của Glee Các bài hát sẽ được dàn diễn viên thu âm trước, còn vũ đạo sẽ được thực hiện bởi Zach Woodlee. Sau đó phiên bản phòng thu của các bài hát sẽ được sản xuất. Quá trình này bắt đầu từ 6 đến 8 tuần trước khi tập phim được ghi hình, và có thể kết thúc ngay trước khi việc ghi hình diễn ra. Trong 15 tập đầu tiên của mùa thứ nhất, trung bình có 5 bài hát trong mỗi tập phim, sau đó tăng lên 8 bài trong 9 tập cuối. Sang mùa thứ hai, Glee có trung bình 6 bài hát trong mỗi tập phim. Năm 2011, Ryan Murphy cho biết trong mùa thứ ba, sẽ chỉ có 4 bài hát trong mỗi tập phim, nhưng thực ra, chỉ một tập duy nhất có 4 bài hát, số còn lại đều bao gồm từ 5 đến 9 bài.

## Các bài hát
| Tên bài hát                                              | Phiên bản được cover                                  | Biểu diễn | Tập                                | Đĩa đơn | Album                        | Tham khảo                                      |
| -------------------------------------------------------- | ----------------------------------------------------- | --- | ---------------------------------- | ------- | ---------------------------- | ---------------------------------------------- |
| "We Got the Beat"                                        | The Go-Gos                                            | Rachel Berry, Santana Lopez và Brittany Pierce cùng New Directions                                                                          | 1. "The Purple Piano Project"      | Có      | The Complete Season Three    | [ 6 ] [ 7 ]                                    |
| "Big Spender"                                            | Sweet Charity                                         | Sugar Motta | 1. "The Purple Piano Project"      | Không   | TBA                          | [ 8 ]                                          |
| "Ding-Dong! The Witch Is Dead"                           | Barbra Streisand và Harold Arlen                      | Rachel Berry và Kurt Hummel | 1. "The Purple Piano Project"      | Có      | The Complete Season Three    | [ 7 ] [ 9 ]                                    |
| "It's Not Unusual"                                       | Tom Jones                                             | Blaine Anderson cùng đội cổ vũ trường trung học McKinley                                                                                    | 1. "The Purple Piano Project"      | Có      | Volume 7                     | [ 10 ]                                         |
| "Anything Goes" / "Anything You Can Do"                  | Anything Goes / Annie Get Your Gun                    | Harmony và các thí sinh thi vào NYADA | 1. "The Purple Piano Project"      | Có      | The Complete Season Three    | [ 7 ] [ 8 ]                                    |
| "You Can't Stop the Beat"                                | Hairspray                                             | New Directions | 1. "The Purple Piano Project"      | Có      | Volume 7                     | [ 11 ]                                         |
| "Somewhere"                                              | West Side Story                                       | Rachel Berry và Shelby Corcoran | 2. "I Am Unicorn"                  | Có      | Volume 7                     | [ 12 ]                                         |
| "I'm the Greatest Star"                                  | Funny Girl                                            | Kurt Hummel | 2. "I Am Unicorn"                  | Có      | The Complete Season Three    | [ 7 ] [ 13 ]                                   |
| "Something's Coming"                                     | West Side Story                                       | Blaine Anderson | 2. "I Am Unicorn"                  | Có      | The Complete Season Three    | [ 7 ] [ 12 ]                                   |
| "Spotlight"                                              | Jennifer Hudson                                       | Mercedes Jones cùng Tina Cohen-Chang và Brittany Pierce                                                                                     | 3. "Asian F"                       | Có      | The Complete Season Three    | [ 7 ] [ 10 ]                                   |
| "Run the World (Girls)"                                  | Beyoncé                                               | Brittany Pierce và Santana Lopez cùng các nữ sinh trường trung học McKinley                                                                 | 3. "Asian F"                       | Có      | Volume 7                     | [ 10 ]                                         |
| "Cool"                                                   | West Side Story                                       | Mike Chang cùng đội bóng bầu dục trường trung học McKinley                                                                                  | 3. "Asian F"                       | Có      | The Complete Season Three    | [ 7 ] [ 14 ]                                   |
| "It's All Over"                                          | Dreamgirls                                            | Mercedes Jones cùng New Directions Booty Camp và Will Schuester                                                                             | 3. "Asian F"                       | Có      | The Complete Season Three    | [ 7 ] [ 14 ]                                   |
| "Out Here on My Own"                                     | Fame                                                  | Rachel Berry và Mercedes Jones | 3. "Asian F"                       | Có      | The Complete Season Three    | [ 7 ] [ 10 ]                                   |
| "Fix You"                                                | Coldplay                                              | Will Schuester và New Directions | 3. "Asian F"                       | Có      | Volume 7                     | [ 10 ]                                         |
| "Bein' Green"                                            | Sesame Street                                         | Rory Flanagan | 4. "Pot o' Gold"                   | Có      | The Complete Season Three    | [ 7 ] [ 15 ]                                   |
| "Last Friday Night (T.G.I.F.)"                           | Katy Perry                                            | Blaine Anderson và New Directions | 4. "Pot o' Gold"                   | Có      | Volume 7                     | [ 16 ]                                         |
| "Waiting for a Girl Like You"                            | Foreigner                                             | Noah Puckerman | 4. "Pot o' Gold"                   | Có      | The Complete Season Three    | [ 7 ] [ 10 ]                                   |
| "Candyman"                                               | Christina Aguilera                                    | Mercedes Jones, Santana Lopez và Brittany Pierce cùng The Troubletones                                                                      | 4. "Pot o' Gold"                   | Có      | The Complete Season Three    | [ 7 ] [ 10 ] [ 17 ]                            |
| "Take Care of Yourself"                                  | Teddy Thompson                                        | Rory Flanagan | 4. "Pot o' Gold"                   | Có      | Volume 7                     | [ 15 ]                                         |
| "Tonight"                                                | West Side Story                                       | Rachel Berry và Blaine Anderson | 5. "The First Time"                | Có      | Volume 7                     | [ 19 ]                                         |
| "Uptown Girl"                                            | Billy Joel                                            | Dalton Academy Warblers | 5. "The First Time"                | Có      | Volume 7                     | [ 20 ]                                         |
| "A Boy Like That"                                        | West Side Story                                       | Santana Lopez và Rachel Berry | 5. "The First Time"                | Có      | The Complete Season Three    | [ 7 ] [ 21 ]                                   |
| "I Have a Love"                                          | West Side Story                                       | Rachel Berry và Santana Lopez | 5. "The First Time"                | Có      | The Complete Season Three    | [ 7 ] [ 10 ]                                   |
| "America"                                                | West Side Story                                       | Santana Lopez và Noah Puckerman cùng Tina Cohen-Chang, Mike Chang, Sharks và Jets                                                           | 5. "The First Time"                | Có      | The Complete Season Three    | [ 7 ] [ 20 ] [ 22 ]                            |
| "One Hand, One Heart"                                    | West Side Story                                       | Blaine Anderson và Rachel Berry | 5. "The First Time"                | Có      | The Complete Season Three    | [ 7 ] [ 19 ]                                   |
| "Hot for Teacher"                                        | Van Halen                                             | Noah Puckerman cùng Finn Hudson, Blaine Anderson và Mike Chang                                                                              | 6. "Mash Off"                      | Có      | Volume 7                     | [ 23 ]                                         |
| "Yoü and I" / "You and I"                                | Lady Gaga / Eddie Rabbitt và Crystal Gayle            | Shelby Corcoran và Will Schuester | 6. "Mash Off"                      | Có      | The Complete Season Three    | [ 7 ] [ 23 ]                                   |
| "Hit Me with Your Best Shot" / "One Way or Another"      | Pat Benatar / Blondie                                 | New Directions và The Troubletones | 6. "Mash Off"                      | Có      | The Complete Season Three    | [ 7 ] [ 23 ]                                   |
| "I Can't Go for That (No Can Do)" / "You Make My Dreams" | Hall & Oates                                          | New Directions | 6. "Mash Off"                      | Có      | The Complete Season Three    | [ 7 ] [ 23 ]                                   |
| "Rumour Has It" / "Someone Like You"                     | Adele                                                 | Mercedes Jones, Santana Lopez và Brittany Pierce cùng The Troubletones                                                                      | 6. "Mash Off"                      | Có      | Volume 7                     | [ 10 ]                                         |
| "Perfect"                                                | Pink                                                  | Kurt Hummel và Blaine Anderson | 7. "I Kissed a Girl"               | Có      | Volume 7                     | [ 24 ]                                         |
| "I'm the Only One"                                       | Melissa Etheridge                                     | Noah Puckerman | 7. "I Kissed a Girl"               | Có      | Volume 7                     | [ 25 ]                                         |
| "Girls Just Want to Have Fun"                            | Greg Laswell                                          | Finn Hudson cùng các thành viên nam của New Directions                                                                                      | 7. "I Kissed a Girl"               | Có      | Volume 7                     | [ 10 ] [ 26 ]                                  |
| "Jolene"                                                 | Dolly Parton                                          | Shannon Beiste | 7. "I Kissed a Girl"               | Có      | The Complete Season Three    | [ 7 ] [ 25 ]                                   |
| "I Kissed a Girl"                                        | Katy Perry                                            | Santana Lopez và Rachel Berry cùng Tina Cohen-Chang, Quinn Fabray, Mercedes Jones, Sugar Motta và Brittany Pierce                           | 7. "I Kissed a Girl"               | Có      | Volume 7                     | [ 10 ] [ 27 ]                                  |
| "Constant Craving"                                       | k.d. lang                                             | Santana Lopez và Shelby Corcoran cùng Kurt Hummel                                                                                           | 7. "I Kissed a Girl"               | Có      | Volume 7                     | [ 25 ]                                         |
| "Red Solo Cup"                                           | Toby Keith                                            | Sam Evans cùng New Directions | 8. "Hold on to Sixteen"            | Có      | Volume 7                     | [ 28 ]                                         |
| "Buenos Aires"                                           | Evita                                                 | Harmony cùng The Unitards | 8. "Hold on to Sixteen"            | Có      | The Complete Season Three    | [ 7 ] [ 29 ]                                   |
| "Survivor" / "I Will Survive"                            | Destiny's Child / Gloria Gaynor                       | Santana Lopez, Mercedes Jones và Brittany Pierce cùng The Troubletones                                                                      | 8. "Hold on to Sixteen"            | Có      | The Complete Season Three    | [ 7 ] [ 30 ]                                   |
| "ABC"                                                    | The Jackson 5                                         | Tina Cohen-Chang và Mike Chang cùng New Directions                                                                                          | 8. "Hold on to Sixteen"            | Không   | Volume 7                     | [ 31 ] [ 32 ]                                  |
| "Control"                                                | Janet Jackson                                         | Quinn Fabray, Blaine Anderson và Artie Abrams cùng New Directions                                                                           | 8. "Hold on to Sixteen"            | Không   | Volume 7                     | [ 31 ] [ 32 ]                                  |
| "Man in the Mirror"                                      | Michael Jackson                                       | Finn Hudson, Artie Abrams, Noah Puckerman, Blaine Anderson, Sam Evans và Mike Chang cùng New Directions                                     | 8. "Hold on to Sixteen"            | Không   | Volume 7                     | [ 28 ] [ 32 ] [ 33 ]                           |
| "We Are Young"                                           | fun. cùng Janelle Monáe                               | New Directions | 8. "Hold on to Sixteen"            | Có      | The Graduation Album         | [ 29 ] [ 34 ]                                  |
| "All I Want for Christmas Is You"                        | Mariah Carey                                          | Mercedes Jones cùng New Directions | 9. "Extraordinary Merry Christmas" | Có      | The Christmas Album Volume 2 | [ 35 ]                                         |
| "Blue Christmas"                                         | Elvis Presley                                         | Rory Flanagan | 9. "Extraordinary Merry Christmas" | Có      | The Christmas Album Volume 2 | [ 10 ]                                         |
| "River"                                                  | Joni Mitchell                                         | Rachel Berry | 9. "Extraordinary Merry Christmas" | Có      | The Christmas Album Volume 2 | [ 10 ]                                         |
| "Extraordinary Merry Christmas"                          | Tự sáng tác                                           | Blaine Anderson và Rachel Berry cùng New Directions                                                                                         | 9. "Extraordinary Merry Christmas" | Có      | The Christmas Album Volume 2 | [ 35 ]                                         |
| "Let It Snow"                                            | Ella Fitzgerald                                       | Blaine Anderson và Kurt Hummel | 9. "Extraordinary Merry Christmas" | Có      | The Christmas Album Volume 2 | [ 35 ]                                         |
| "My Favorite Things"                                     | The Sound of Music                                    | Rachel Berry, Mercedes Jones, Kurt Hummel và Blaine Anderson                                                                                | 9. "Extraordinary Merry Christmas" | Có      | The Complete Season Three    | [ 7 ] [ 10 ]                                   |
| "Santa Claus Is Coming to Town"                          | Bruce Springsteen và E Street Band                    | Finn Hudson và Noah Puckerman cùng Rachel Berry, Mercedes Jones, Kurt Hummel và Blaine Anderson                                             | 9. "Extraordinary Merry Christmas" | Có      | The Christmas Album Volume 2 | [ 10 ]                                         |
| "Christmas Wrapping"                                     | The Waitresses                                        | Brittany Pierce cùng Santana Lopez, Tina Cohen-Chang, Mike Chang và đội cổ vũ trường trung học McKinley                                     | 9. "Extraordinary Merry Christmas" | Có      | The Christmas Album Volume 2 | [ 36 ] [ 37 ]                                  |
| "Do They Know It's Christmas?"                           | Band Aid                                              | New Directions | 9. "Extraordinary Merry Christmas" | Có      | The Christmas Album Volume 2 | [ 38 ]                                         |
| "Summer Nights"                                          | Grease                                                | Sam Evans và Mercedes Jones cùng New Directions                                                                                             | 10. "Yes/No"                       | Có      | Presents Glease              | [ 7 ] [ 39 ]                                   |
| "Wedding Bell Blues"                                     | The 5th Dimension                                     | Emma Pillsbury cùng Shannon Beiste và Sue Sylvester                                                                                         | 10. "Yes/No"                       | Có      | The Complete Season Three    | [ 7 ] [ 40 ]                                   |
| "Moves Like Jagger" / "Jumpin' Jack Flash"               | Maroon 5 cùng Christina Aguilera / The Rolling Stones | Artie Abrams cùng Mike Chang, Will Schuester, Blaine Anderson, Finn Hudson và Noah Puckerman                                                | 10. "Yes/No"                       | Có      | The Complete Season Three    | [ 7 ] [ 41 ]                                   |
| "The First Time Ever I Saw Your Face"                    | Roberta Flack                                         | Rachel Berry, Tina Cohen-Chang, Santana Lopez và Mercedes Jones                                                                             | 10. "Yes/No"                       | Có      | The Complete Season Three    | [ 7 ] [ 40 ]                                   |
| "Without You"                                            | David Guetta cùng Usher                               | Rachel Berry | 10. "Yes/No"                       | Có      | The Complete Season Three    | [ 7 ] [ 42 ]                                   |
| "We Found Love"                                          | Rihanna cùng Calvin Harris                            | Rachel Berry và Santana Lopez cùng New Directions                                                                                           | 10. "Yes/No"                       | Có      | The Complete Season Three    | [ 7 ] [ 41 ]                                   |
| "Wanna Be Startin' Somethin'"                            | Michael Jackson                                       | Blaine Anderson cùng New Directions | 11. "Michael"                      | Có      | The Complete Season Three    | [ 7 ] [ 43 ]                                   |
| "Bad"                                                    | Michael Jackson                                       | Artie Abrams, Blaine Anderson và Santana Lopez cùng New Directions và Dalton Academy Warblers                                               | 11. "Michael"                      | Có      | The Complete Season Three    | [ 7 ] [ 44 ] [ 45 ]                            |
| "Scream"                                                 | Michael Jackson và Janet Jackson                      | Artie Abrams và Mike Chang | 11. "Michael"                      | Có      | The Complete Season Three    | [ 7 ] [ 43 ]                                   |
| "Never Can Say Goodbye"                                  | The Jackson 5                                         | Quinn Fabray | 11. "Michael"                      | Có      | The Complete Season Three    | [ 7 ] [ 39 ]                                   |
| "Human Nature"                                           | Michael Jackson                                       | Mercedes Jones và Sam Evans | 11. "Michael"                      | Có      | The Complete Season Three    | [ 7 ] [ 43 ]                                   |
| "Ben"                                                    | Michael Jackson                                       | Kurt Hummel, Rachel Berry và Finn Hudson | 11. "Michael"                      | Có      | The Complete Season Three    | [ 7 ] [ 43 ]                                   |
| "Smooth Criminal"                                        | Michael Jackson                                       | Sebastian Smythe và Santana Lopez cùng Dalton Cellists                                                                                      | 11. "Michael"                      | Có      | The Complete Season Three    | [ 7 ] [ 43 ]                                   |
| "I Just Can't Stop Loving You"                           | Michael Jackson cùng Siedah Garrett                   | Finn Hudson và Rachel Berry | 11. "Michael"                      | Có      | The Complete Season Three    | [ 7 ] [ 44 ]                                   |
| "Black or White"                                         | Michael Jackson                                       | Artie Abrams, Rachel Berry, Santana Lopez, Kurt Hummel và Mercedes Jones cùng New Directions và Dalton Academy Warblers                     | 11. "Michael"                      | Có      | The Complete Season Three    | [ 7 ] [ 43 ]                                   |
| "La Cucaracha"                                           | Nhạc truyền thống                                     | Will Schuester cùng Artie Abrams, Finn Hudson và Noah Puckerman                                                                             | 12. "The Spanish Teacher"          | Không   | TBA                          | [ 46 ]                                         |
| "Sexy and I Know It"                                     | LMFAO                                                 | David Martinez cùng New Directions | 12. "The Spanish Teacher"          | Có      | The Complete Season Three    | [ 7 ] [ 47 ] [ 48 ]                            |
| "Don't Wanna Lose You"                                   | Gloria Estefan                                        | Mercedes Jones | 12. "The Spanish Teacher"          | Có      | The Complete Season Three    | [ 7 ] [ 49 ] [ 50 ]                            |
| "Bamboleo" / "Hero"                                      | Gipsy Kings / Enrique Iglesias                        | Sam Evans cùng các thành viên nam của New Directions                                                                                        | 12. "The Spanish Teacher"          | Có      | The Complete Season Three    | [ 7 ] [ 50 ] [ 51 ]                            |
| "La Isla Bonita"                                         | Madonna                                               | David Martinez và Santana Lopez | 12. "The Spanish Teacher"          | Có      | The Complete Season Three    | [ 7 ] [ 52 ] [ 53 ]                            |
| "A Little Less Conversation"                             | Elvis Presley                                         | Will Schuester cùng Brittany Pierce và Mike Chang                                                                                           | 12. "The Spanish Teacher"          | Có      | The Complete Season Three    | [ 7 ] [ 50 ] [ 54 ] [ 55 ]                     |
| "Chapel of Love"                                         | The Dixie Cups                                        | Hiram Berry và LeRoy Berry | 13. "Heart"                        | Không   | TBA                          |                                                |
| "L-O-V-E"                                                | Nat King Cole                                         | Mike Chang và Tina Cohen-Chang | 13. "Heart"                        | Có      | The Complete Season Three    | [ 7 ] [ 56 ] [ 57 ]                            |
| "Let Me Love You"                                        | Mario                                                 | Artie Abrams cùng Mike Chang, Sam Evans, Kurt Hummel và Noah Puckerman                                                                      | 13. "Heart"                        | Có      | The Complete Season Three    | [ 7 ] [ 58 ]                                   |
| "Stereo Hearts"                                          | Gym Class Heroes cùng Adam Levine                     | Joe Hart, Sam Evans và Mercedes Jones cùng Quinn Fabray và dàn đồng ca nhà thờ của Mercedes                                                 | 13. "Heart"                        | Có      | The Complete Season Three    | [ 7 ] [ 56 ] [ 59 ]                            |
| "Home"                                                   | Michael Bublé                                         | Rory Flanagan | 13. "Heart"                        | Có      | The Complete Season Three    | [ 7 ] [ 60 ]                                   |
| "I Will Always Love You"                                 | Whitney Houston                                       | Mercedes Jones | 13. "Heart"                        | Có      | The Complete Season Three    | [ 7 ] [ 56 ] [ 61 ]                            |
| "You're the Top"                                         | Anything Goes                                         | Hiram Berry, LeRoy Berry và Rachel Berry | 13. "Heart"                        | Có      | The Complete Season Three    | [ 7 ] [ 62 ]                                   |
| "Cherish" / "Cherish"                                    | The Association / Madonna                             | Quinn Fabray, Sam Evans, Joe Hart và Mercedes Jones                                                                                         | 13. "Heart"                        | Có      | The Complete Season Three    | [ 7 ] [ 63 ]                                   |
| "Love Shack"                                             | The B-52's                                            | Blaine Anderson, Mercedes Jones và Kurt Hummel cùng Rachel Berry, Brittany Pierce và khách tham dự Sugar Shack                              | 13. "Heart"                        | Có      | The Complete Season Three    | [ 7 ] [ 64 ]                                   |
| "Cough Syrup"                                            | Young the Giant                                       | Blaine Anderson | 14. "On My Way"                    | Có      | The Complete Season Three    | [ 7 ] [ 65 ]                                   |
| "Stand"                                                  | Lenny Kravitz                                         | Dalton Academy Warblers | 14. "On My Way"                    | Có      | The Complete Season Three    | [ 7 ] [ 66 ] [ 67 ]                            |
| "Glad You Came"                                          | The Wanted                                            | Dalton Academy Warblers | 14. "On My Way"                    | Có      | The Complete Season Three    | [ 7 ] [ 68 ]                                   |
| "She Walks in Beauty"                                    | Eric Barnum                                           | The Golden Goblets | 14. "On My Way"                    | Không   | TBA                          | [ 69 ]                                         |
| "Fly" / "I Believe I Can Fly"                            | Nicki Minaj cùng Rihanna / R. Kelly                   | Rachel Berry, Artie Abrams, Santana Lopez, Blaine Anderson, Finn Hudson và Mercedes Jones cùng New Directions                               | 14. "On My Way"                    | Có      | The Complete Season Three    | [ 7 ] [ 70 ]                                   |
| "Stronger (What Doesn't Kill You)"                       | Kelly Clarkson                                        | Santana Lopez, Brittany Pierce và Mercedes Jones cùng The Troubletones                                                                      | 14. "On My Way"                    | Có      | The Complete Season Three    | [ 7 ] [ 71 ]                                   |
| "Here's to Us"                                           | Halestorm                                             | Rachel Berry cùng New Directions | 14. "On My Way"                    | Có      | The Complete Season Three    | [ 7 ] [ 67 ] [ 72 ]                            |
| "I'm Still Standing"                                     | Elton John                                            | Quinn Fabray vàArtie Abrams | 15. "Big Brother"                  | Có      | The Complete Season Three    | [ 7 ] [ 73 ]                                   |
| "Hungry Like the Wolf" / "Rio"                           | Duran Duran                                           | Blaine Anderson và Cooper Anderson cùng New Directions                                                                                      | 15. "Big Brother"                  | Có      | The Complete Season Three    | [ 7 ] [ 74 ] [ 75 ]                            |
| "Fighter"                                                | Christina Aguilera                                    | Blaine Anderson | 15. "Big Brother"                  | Có      | The Complete Season Three    | [ 7 ] [ 76 ]                                   |
| "Up Up Up"                                               | Givers                                                | Artie Abrams và Quinn Fabray | 15. "Big Brother"                  | Có      | The Complete Season Three    | [ 7 ] [ 77 ] [ 78 ]                            |
| "Somebody That I Used to Know"                           | Gotye cùng Kimbra                                     | Blaine Anderson và Cooper Anderson | 15. "Big Brother"                  | Có      | The Complete Season Three    | [ 7 ] [ 74 ] [ 79 ]                            |
| "You Should Be Dancing"                                  | Bee Gees                                              | Blaine Anderson, Mike Chang và Brittany Pierce                                                                                              | 16. "Saturday Night Glee-ver"      | Có      | The Complete Season Three    | [ 7 ] [ 80 ] [ 81 ]                            |
| "That's the Way (I Like It)"                             | KC and the Sunshine Band                              | 1993 McKinley High Glee Club | 16. "Saturday Night Glee-ver"      | Không   | TBA                          |                                                |
| "Night Fever"                                            | Bee Gees                                              | Will Schuester, Joe Hart và Blaine Anderson cùng New Directions và Sue Sylvester                                                            | 16. "Saturday Night Glee-ver"      | Có      | The Complete Season Three    | [ 7 ] [ 82 ] [ 83 ]                            |
| "Disco Inferno"                                          | The Trammps                                           | Mercedes Jones cùng Santana Lopez và Brittany Pierce                                                                                        | 16. "Saturday Night Glee-ver"      | Có      | The Complete Season Three    | [ 7 ] [ 84 ] [ 85 ]                            |
| "If I Can't Have You"                                    | Yvonne Elliman                                        | Santana Lopez cùng New Directions | 16. "Saturday Night Glee-ver"      | Có      | The Complete Season Three    | [ 7 ] [ 83 ] [ 86 ]                            |
| "How Deep Is Your Love"                                  | Bee Gees                                              | Rachel Berrycùng ban nhạc của New Directions                                                                                                | 16. "Saturday Night Glee-ver"      | Có      | The Complete Season Three    | [ 7 ] [ 83 ] [ 87 ]                            |
| "Boogie Shoes"                                           | KC and the Sunshine Band                              | Wade "Unique" Adams và Vocal Adrenaline | 16. "Saturday Night Glee-ver"      | Có      | The Complete Season Three    | [ 7 ] [ 83 ] [ 88 ]                            |
| "More Than a Woman"                                      | Bee Gees                                              | Finn Hudson cùng Rachel Berry, Blaine Anderson, Kurt Hummel, Santana Lopez, Brittany Pierce, Mike Chang, Tina Cohen-Chang và New Directions | 16. "Saturday Night Glee-ver"      | Có      | The Complete Season Three    | [ 7 ] [ 83 ] [ 89 ]                            |
| "Stayin' Alive"                                          | Bee Gees                                              | Finn Hudson, Mercedes Jones và Santana Lopez cùng New Directions và Sue Sylvester                                                           | 16. "Saturday Night Glee-ver"      | Có      | The Complete Season Three    | [ 7 ] [ 83 ] [ 90 ]                            |
| "How Will I Know"                                        | Whitney Houston                                       | Mercedes Jones, Santana Lopez, Kurt Hummel và Rachel Berry                                                                                  | 17. "Dance with Somebody"          | Có      | The Complete Season Three    | [ 7 ] [ 91 ] [ 92 ]                            |
| "I Wanna Dance with Somebody (Who Loves Me)"             | Whitney Houston                                       | Brittany Pierce và Santana Lopez cùng đội cổ vũ trường trung học McKinley High                                                              | 17. "Dance with Somebody"          | Có      | The Complete Season Three    | [ 7 ] [ 93 ]                                   |
| "Saving All My Love for You"                             | Whitney Houston                                       | Joe Hart và Quinn Fabray | 17. "Dance with Somebody"          | Có      | The Complete Season Three    | [ 7 ] [ 94 ]                                   |
| "So Emotional"                                           | Whitney Houston                                       | Santana Lopez và Rachel Berry | 17. "Dance with Somebody"          | Có      | The Complete Season Three    | [ 7 ] [ 95 ]                                   |
| "It's Not Right but It's Okay"                           | Whitney Houston                                       | Blaine Anderson cùng New Directions | 17. "Dance with Somebody"          | Có      | The Complete Season Three    | [ 7 ] [ 96 ]                                   |
| "I Have Nothing"                                         | Whitney Houston                                       | Kurt Hummel | 17. "Dance with Somebody"          | Có      | The Complete Season Three    | [ 7 ] [ 97 ]                                   |
| "My Love Is Your Love"                                   | Whitney Houston                                       | Artie Abrams, Mercedes Jones, Blaine Anderson và Kurt Hummel cùng New Directions                                                            | 17. "Dance with Somebody"          | Có      | The Complete Season Three    | [ 7 ] [ 98 ]                                   |
| "The Music of the Night"                                 | The Phantom of the Opera                              | Kurt Hummel cùng Tina Cohen-Chang | 18. "Choke"                        | Không   | TBA                          | [ 99 ]                                         |
| "School's Out"                                           | Alice Cooper                                          | Noah Puckerman | 18. "Choke"                        | Có      | The Graduation Album         | [ 34 ] [ 100 ] [ 101 ]                         |
| "Cell Block Tango"                                       | Chicago                                               | Mercedes Jones, Tina Cohen-Chang, Santana Lopez, Sugar Motta và Brittany Pierce cùng Mike Chang                                             | 18. "Choke"                        | Có      | The Complete Season Three    | [ 7 ] [ 102 ] [ 103 ] [ 104 ] [ 105 ]          |
| "Not the Boy Next Door"                                  | The Boy from Oz                                       | Kurt Hummel cùng Tina Cohen-Chang, Mercedes Jones và Brittany Pierce                                                                        | 18. "Choke"                        | Có      | The Complete Season Three    | [ 7 ] [ 103 ] [ 104 ] [ 106 ]                  |
| "Don't Rain on My Parade"                                | Funny Girl                                            | Rachel Berry | 18. "Choke"                        | Không   | TBA                          | [ 99 ]                                         |
| "The Rain in Spain"                                      | My Fair Lady                                          | Các thành viên nam của New Directions trừ Kurt Hummel                                                                                       | 18. "Choke"                        | Có      | The Complete Season Three    | [ 7 ] [ 103 ] [ 104 ] [ 107 ]                  |
| "Shake It Out"                                           | Florence + the Machine                                | Santana Lopez, Tina Cohen-Chang và Mercedes Jones                                                                                           | 18. "Choke"                        | Có      | The Complete Season Three    | [ 7 ] [ 103 ] [ 104 ] [ 105 ] [ 108 ]          |
| "Cry"                                                    | Kelly Clarkson                                        | Rachel Berry | 18. "Choke"                        | Có      | The Complete Season Three    | [ 7 ] [ 104 ] [ 109 ] [ 110 ]                  |
| "Big Girls Don't Cry"                                    | Fergie                                                | Rachel Berry, Kurt Hummel và Blaine Anderson                                                                                                | 19. "Prom-asaurus"                 | Có      | The Complete Season Three    | [ 7 ] [ 111 ]                                  |
| "Dinosaur"                                               | Ke$ha                                                 | Brittany Pierce cùng đội cổ vũ trường trung học McKinley                                                                                    | 19. "Prom-asaurus"                 | Có      | The Complete Season Three    | [ 7 ] [ 112 ] [ 113 ]                          |
| "Love You Like a Love Song"                              | Selena Gomez & the Scene                              | Santana Lopez cùng Tina Cohen-Chang và Brittany Pierce                                                                                      | 19. "Prom-asaurus"                 | Có      | The Complete Season Three    | [ 7 ] [ 114 ] [ 115 ] [ 116 ]                  |
| "What Makes You Beautiful"                               | One Direction                                         | Joe Hart, Rory Flanagan, Artie Abrams, Sam Evans và Mike Chang                                                                              | 19. "Prom-asaurus"                 | Có      | The Complete Season Three    | [ 7 ] [ 117 ] [ 118 ] [ 119 ]                  |
| "Take My Breath Away"                                    | Berlin                                                | Quinn Fabray và Santana Lopez | 19. "Prom-asaurus"                 | Có      | The Complete Season Three    | [ 7 ] [ 120 ]                                  |
| "I Won't Give Up"                                        | Jason Mraz                                            | Rachel Berry | 20. "Props"                        | Có      | The Graduation Album         | [ 34 ] [ 121 ] [ 122 ]                         |
| "Because You Loved Me"                                   | Celine Dion                                           | Tina Cohen-Chang trong vai Rachel Berry | 20. "Props"                        | Có      | The Complete Season Three    | [ 7 ] [ 123 ] [ 124 ]                          |
| "Always True to You in My Fashion"                       | Kiss Me, Kate                                         | Carmen Tibideaux's pupil | 20. "Props"                        | Không   | TBA                          |                                                |
| "Mean"                                                   | Taylor Swift                                          | Noah Puckerman và Shannon Beiste | 20. "Props"                        | Có      | The Complete Season Three    | [ 7 ] [ 125 ] [ 126 ]                          |
| "Flashdance... What a Feeling"                           | Irene Cara                                            | Rachel Berry và Tina Cohen-Chang | 20. "Props"                        | Có      | The Complete Season Three    | [ 7 ] [ 124 ] [ 127 ]                          |
| "The Edge of Glory"                                      | Lady Gaga                                             | Santana Lopez, Mercedes Jones, Quinn Fabray, Tina Cohen-Chang và The Troubletones                                                           | 21. "Nationals"                    | Có      | The Graduation Album         | [ 34 ] [ 128 ] [ 129 ] [ 130 ] [ 131 ] [ 132 ] |
| "It's All Coming Back to Me Now"                         | Celine Dion                                           | Rachel Berry cùng Blaine Anderson, Mike Chang, Tina Cohen-Chang, Quinn Fabray, Rory Flanagan và Sugar Motta                                 | 21. "Nationals"                    | Có      | The Complete Season Three    | [ 7 ] [ 128 ] [ 129 ] [ 130 ] [ 133 ]          |
| "Paradise by the Dashboard Light"                        | Meat Loaf                                             | New Directions | 21. "Nationals"                    | Có      | The Complete Season Three    | [ 7 ] [ 128 ] [ 129 ] [ 130 ] [ 134 ]          |
| "Starships"                                              | Nicki Minaj                                           | Wade "Unique" Adams và Vocal Adrenaline | 21. "Nationals"                    | Có      | The Complete Season Three    | [ 7 ] [ 128 ] [ 130 ] [ 135 ]                  |
| "Pinball Wizard"                                         | The Who                                               | Wade "Unique" Adams và Vocal Adrenaline | 21. "Nationals"                    | Có      | The Complete Season Three    | [ 7 ] [ 128 ] [ 130 ] [ 136 ]                  |
| "Starlight Express"                                      | Starlight Express                                     | The Portland Scale Blazers | 21. "Nationals"                    | Không   | TBA                          |                                                |
| "Tongue Tied"                                            | Grouplove                                             | New Directions | 21. "Nationals"                    | Có      | The Complete Season Three    | [ 7 ] [ 137 ] [ 138 ]                          |
| "We Are the Champions"                                   | Queen                                                 | Finn Hudson, Noah Puckerman, Santana Lopez, Rachel Berry, Kurt Hummel và Quinn Fabray cùng New Directions                                   | 21. "Nationals"                    | Có      | The Graduation Album         | [ 34 ] [ 139 ] [ 140 ]                         |
| "Sit Down, You're Rockin' the Boat"                      | Guys and Dolls                                        | Artie Abrams, Rachel Berry, Tina Cohen-Chang, Kurt Hummel và Mercedes Jones                                                                 | 22. "Goodbye"                      | Không   | TBA                          |                                                |
| "Forever Young"                                          | Rod Stewart                                           | Will Schuester | 22. "Goodbye"                      | Không   | The Graduation Album         | [ 34 ] [ 141 ] [ 142 ]                         |
| "Single Ladies (Put a Ring on It)"                       | Beyoncé                                               | Burt Hummel cùng Tina Cohen-Chang và Brittany Pierce                                                                                        | 22. "Goodbye"                      | Không   | TBA                          |                                                |
| "I'll Remember"                                          | Madonna                                               | Kurt Hummel và New Directions | 22. "Goodbye"                      | Không   | The Graduation Album         | [ 34 ] [ 142 ] [ 143 ]                         |
| "You Get What You Give"                                  | New Radicals                                          | Các thành viên sắp tốt nghiệp của New Directions                                                                                            | 22. "Goodbye"                      | Không   | The Graduation Album         | [ 34 ] [ 142 ] [ 144 ]                         |
| "In My Life"                                             | The Beatles                                           | Các thành viên lớp dưới của New Directions và Will Schuester                                                                                | 22. "Goodbye"                      | Có      | The Complete Season Three    | [ 7 ] [ 142 ] [ 145 ]                          |
| "Glory Days"                                             | Bruce Springsteen                                     | Finn Hudson và Noah Puckerman | 22. "Goodbye"                      | Không   | The Graduation Album         | [ 34 ] [ 146 ]                                 |
| "Roots Before Branches"                                  | Room for Two                                          | Rachel Berry và Finn Hudson | 22. "Goodbye"                      | Có      | The Graduation Album         | [ 34 ] [ 142 ] [ 147 ]                         |